# Mufli, o Turco
Mufli, o Turco (em grego: مفلح التركي; romaniz.: Muflih al-Turki; m. 2 de abril de 872) foi um oficial militar turco do Califado Abássida em meados do século IX. Desempenhou um papel proeminente nos eventos conhecidos como a Anarquia de Samarra, mas foi morto em batalha contra os rebeldes zanje no sul do Iraque.

## Carreira
Mufli foi um íntimo associado do general Muça ibne Buga Alquibir, possivelmente servindo como seu tenente chefe. É mencionado pela primeira vez pelo cronista Atabari durante a guerra civil de 865–866, na qual foi membro do exército que sitiou Bagdá. Depois da guerra, seguiu Muça para Jibal, quando o último foi nomeado governador lá em 867. Durante este tempo em Jibal, serviu como segundo em comando por Muça e realizou várias expedições militares, derrotando o duláfida Abdalazize ibne Abu Dulafe próximo de Hamadã e Caraje e atacando os habitantes de Qom.
Em 869, Mufli entrou na província de Tabaristão, que foi controlada pelo rebelde zaídida Haçane ibne Zaíde. Foi capaz de derrotá-lo e ocupar Sari e Amul e então dirigiu-se para Dailão, para onde Haçane havia fugido, mas foi reconvocado por Muça, que decidiu partir para a capital califal de Samarra. Ele portanto abandonou o Tabaristão, permitindo a Haçane restaurar seu controle lá.
Após seu retorno para Samarra, Mufli foi um importante apoiante de Muça durante o curto reinado do califa Almutadi (r. 869–870). Ele participou na queda do general rival Sale ibne Uacife e pensou-se que estivesse envolvido numa conspiração para depor o califa. Em 870 Muça, Mufli, Baiabaque partiram para a Jazira, onde lutaram contra o carijitas Musavir e forçaram-o a fugir. Enquanto na Jazira, Muça ibne Mufli soube que Almutadi estava conspirando para removê-los de seus comandos e prendê-los e matá-los, o que fez eles abandonarem a campanha e avançarem para Samarra com suas tropas. Durante a crise resultante, Almutadi foi deposto e morto, e os dois comandantes foram capazes de retornar para a capital.
Logo após a ascensão de Almutâmide (r. 870–892), Mufli retornou para a Jazira para lutar contra Musavir; ele conseguiu forçar o rebelde a temporariamente abandonar Hadita, mas foi incapaz de matar ou capturá-lo e posteriormente retornou para Samarra. Por volta do começo de 872, ele partiu para Tacrite, onde lutou com alguns árabes das tribos locais que eram relatadamente simpatizantes a Musavir.
Em fevereiro de 872, Mufli e o irmão do califa, Abu Amade ibne Mutavaquil, decidiram realizar uma campanha contra os zanjes e partiram para Baçorá. Em 1 de abril eles lutaram contra os zanjes nas proximidades do Canal Abul Cacibe, mas Mufli foi mortalmente ferido por uma flecha que acertou-o no templo, e o exército do governo foi repelido. Mufli morreu de sua ferida na manhã seguinte, depois do que seu corpo foi levado para Samarra e enterrado lá. Após sua morte, seu filho Abderramão parece ter assumido sua posição como um dos oficiais chefe de Muça.